# Ursula Strauss
Ursula Strauss (přechýleně Ursula Straussová) (* 25. dubna 1974 Melk, Dolní Rakousy) je rakouská filmová a divadelní herečka. Dne 1. ledna 2022 se objevila v pátém, posledním díle výpravného historického seriálu Marie Terezie, kde ztvárnila titulní roli.

## Život
Ursula Straussová vyrůstala v Pöchlarnu v okrese Melk, kde byl její otec Rupert Strauß starostou Rakouské lidové strany. Po dokončení maturity v Astettenu se přestěhovala do Vídně, kde v letech 1993 až 1996 navštěvovala hereckou školu ve Volkstheatru, kde si zahrála několik rolí.
Potom hrála v různých dalších rakouských divadlech jako např. Theater der Josephstadt, Theater Drachengasse, Stadttheater Klangenfurt či TAEATA Köln.
Roku 1999 se poprvé objevila ve filmu. Její první hlavní role byla ve Zlých buňkách roku 2003. Za svou titulní roli ve filmu Pomsta (2008) jí byla na Štýrském filmovém festivalu udělena zvláštní cena.

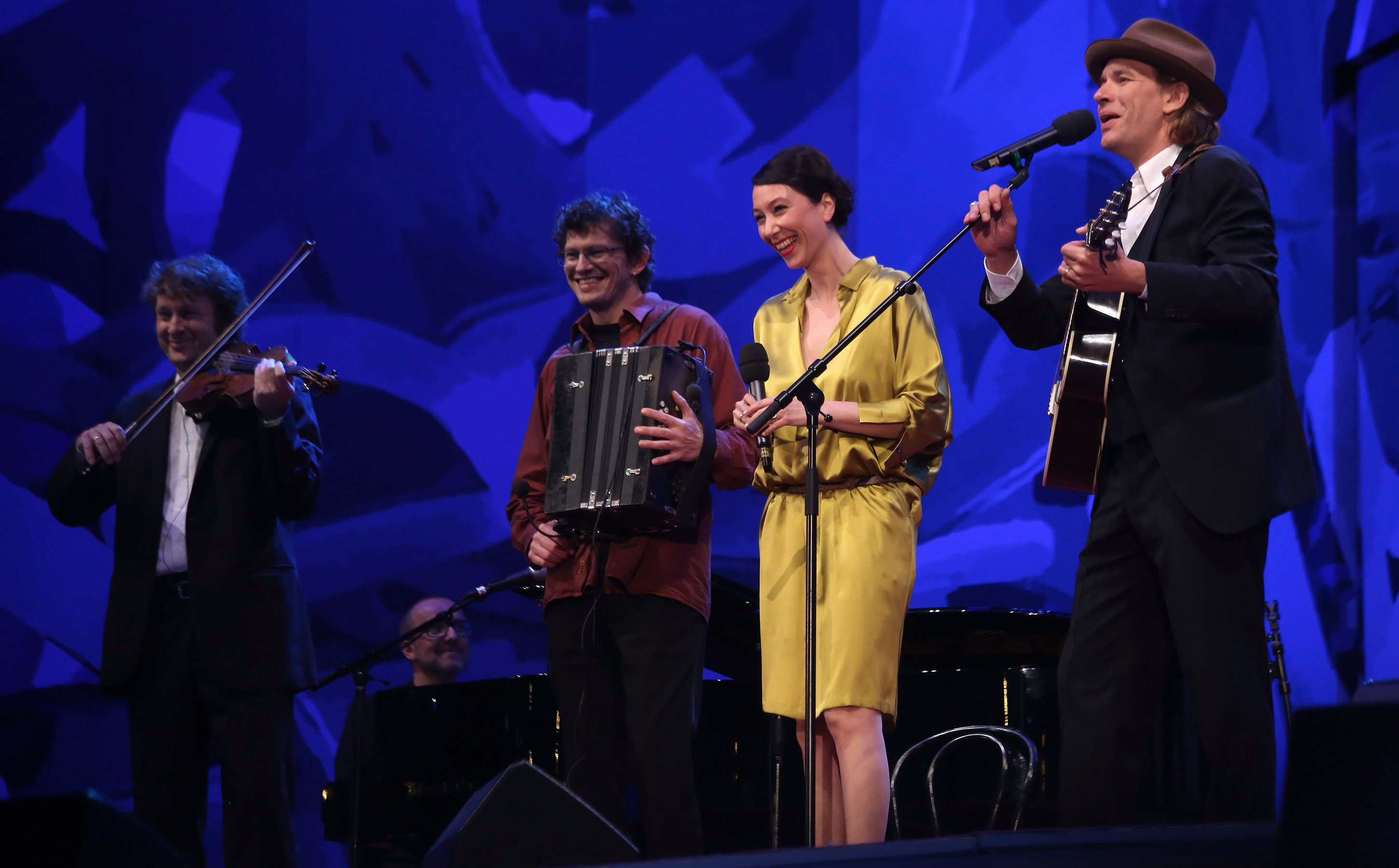
Při zahájení vídeňského festivalu Wiener Festwochen

Roku 2009 si zahrála hlavní roli v kriminálním pořadu Rychle rozhodnuto, kde ztvárnila komisařku Angeliku Schnell, za níž byla oceněna rakouskou cenou Romy. Za výkon ve filmu Elisabethy Scharangsové Možná v jiném životě vyhrála roku 2012 Rakouskou filmovou cenu.
V letech 2012 se podílela na různých produkcích na Vídeňském Rabenhoftheatru.
V říjnu 2013 převzala společně se Stefanem Ruzowitzkym předsednictví Akademie rakouského filmu. V listopadu 2021 je pak v této funkci nahradili Verena Altenberger a Arash Riahi.
Roku 2014 utrpěla velice vážnou dopravní nehodu a zrušila několik filmových nabídek.
O svém soukromí Straussová moc nemluví. Roku 2014 se provdala, ale jméno svého muže dosud neprozradila.
Roku 2021 bylo oznámeno, že si zahraje v posledním, pátém dílu Marie Terezie ji samotnou.